# Tøffelblomst
Tøffelblomst (Calceolaria) er en slægt med henved 400 arter af buske, lianer og urter, som er udbredt i Syd- og Mellemamerika. Det er De har modsatte og tandede til helrandede blade. Blomsterne er uregelmæssige og firetallige. Frugterne er kapsler med talrige frø. Navnet betyder lille sko, da de fleste arters blomster har en "oppustet" underlæbe, der godt kan minde om en sko eller tøffel.
| Arter |

- Stuetøffelblomst (Calceolaria x herbeohybrida)
- Havetøffelblomst (Calceolaria integrifolia)
- Dværgtøffelblomst (Calceolaria polyrrhiza)
- Calceolaria bilatata

Arter og hybrider formeres ved frø om sommeren. Blomsterne er gule eller orange med røde pletter og mønstre. Bladene er bløde, behårede og modsatte.
Stue-Tøffelblomst skal stå lyst men ikke i direkte sol, så vidt muligt køligt, dvs. under 20 °C, så holder den længst. Planten vandes rigeligt, bør ikke tørre, behøver ikke megen gødning. Det er en enårig plante, der må smides ud, når den er afblomstret.